# مسیح در بیابان
مسیح در بیابان یا مسیح در صحرا (به روسی: Христос в пустыне، به زبان رومی: Khristos v pustyne) یک نقاشی از هنرمند روسی ایوان کرامسکوی است که در سال ۱۸۷۲ ساخته شده و وسوسه مسیح را منعکس می کند. کرامسکوی توسط شورای آکادمی هنر روسیه به کرامسکوی پیشنهاد استاد‌ی برای این نقاشی داده شد اما در آغاز سال ۱۸۷۳ آن را رد کرد. او قبلاً از آکادمی اخراج شده بود، و تصمیم گرفت که "تعهد جوانان خود را به استقلال از آکادمی" حفظ کند. پس از آن، این نقاشی به یکی از نقاشی های مورد علاقه پاول ترتیاکوف تبدیل شد، که در سال پایان نقاشی آن را برای گالری خود خرید.

## تاریخچه
موضوع وسوسه مسیح در اوایل دهه ۱۸۶۰ کرامسکوی را به خود جلب کرده بود. در آن دوره او اولین طرح این ترکیب را ساخت. اولین نسخه مسیح در صحرا مربوط به سال ۱۸۶۷ است، اما ناموفق بود. کرامسکوی متوجه شد که انتخاب قالب عمودی نامناسب است. او فرمت افقی را انتخاب کرد و صحرای سنگی کم رنگ را در پس زمینه معرفی کرد.
کرامسکوی تاریخچه اولیه این نقاشی را در نامه های خود به نویسنده وسوالاد گارشین شرح داد. 

## نقاشی

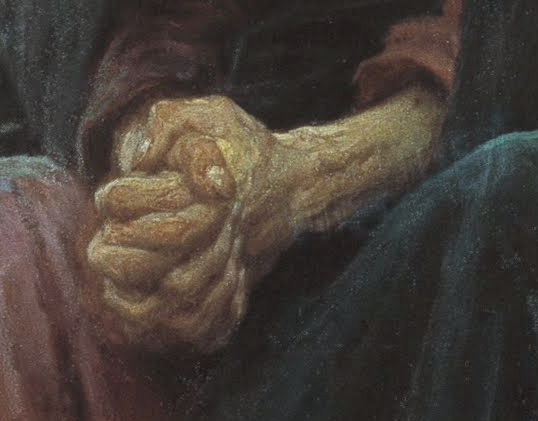

مسیح در صحرا یکی از نقاشی‌های کرامسکوی با مضمون عیسی است و دیگری شادی، پادشاه یهودیان و هرودیا است. کرامسکوی عمدتاً از رنگ های سرد برای انعکاس سپیده دم سرد در پس زمینه استفاده می کرد. شکل متفکر مسیح، با پوشش تیره و تونیک قرمز در زیر، کمی به سمت راست مرکز منتقل شده است. کرامسکوی نوشت: "به این سوال که "این مسیح نیست، از کجا می دانید که او اینطور به نظر می رسد؟"، به خودم اجازه دادم پاسخ دهم "اما حتی مسیح واقعی و زنده نیز شناخته نشده است". این نقاشی بر مؤلفه‌ی انسان‌گرایی مسیحی از پیوند هیپوستاتیک تأکید می‌کند و ذهنی را در مبارزه به جای عمل نشان می‌دهد. از آنجا که افق صفحه بوم را تقریباً به نصف تقسیم می کند، شکل عیسی بر فضای نقاشی مسلط است و همزمان با بیابان سخت هماهنگ می شود. 
ایوان کرامسکوی آثار خود را به مبلغ ۶۰۰۰ روبل به ترتیاکوف فروخت. 

## پذیرایی
این نقاشی بازخورد گسترده ای دریافت کرد و در دومین نمایشگاه پریدویژنیکی در سال ۱۸۷۳ ظاهر شد. پاول ترتیاکوف نوشت: «منجی کرامسکوی را خیلی دوست داشتم... به همین دلیل برای خرید او عجله داشتم، اما بسیاری از مردم قدردان او نبودند و دیگران اصلاً قدردان او نبودند. به نظر من این بهترین نقاشی اخیراً در مدرسه ماست. شاید من اشتباه می کنم». منتقد ولادیمیر استاسوف خاطرنشان کرد که "یک یادداشت غم انگیز به طور معقولی در آرایه فیزیولوژیکی کلی اثر طنین انداز می شود". منتقد ولادیمیر استاسوف اشاره کرده است که "یک نت غم‌انگیز به طور محسوسی در آرایش فیزیولوژیکی کلی اثر طنین‌انداز است". در اساس گفته ایوان گنچاروف، که "مسیح در بیابان. نقاشی آقای کرامسکوی" را نوشته است(original Russian title: "Христос в пустыне». Картина г. Крамского")، "کل پیکر به نظر می‌رسد که اندکی از اندازه طبیعی خود کوچک‌تر شده، جمع شده، نه از گرسنگی، تشنگی یا آب‌وهوای بد، بلکه از بصیرت درونی و غیرانسانی نسبت به اندیشه و اراده‌اش در جریان مبارزه میان نیروهای روح و جسم". او همچنین تأکید کرد که "هیچ چیز جشن، قهرمانی، پیروزی وجود ندارد - سرنوشت آینده جهان و همه موجودات در آن موجود بدبخت و کوچک، در ظاهر فقیر، زیر ژنده پوشان، در سادگی فروتنانه، غیرقابل تفکیک با عظمت و قدرت واقعی پنهان شده است." گئورگی واگنر، پژوهشگر هنر روسی، مقاله «درباره تفسیر نقاشی «مسیح در صحرا» اثر I. N. Kramskoi (به روسی: «Об истолковании картины И.Н. Крамского «Христос в пустыне») را نوشت. 